# Simba Football Club
Maillots
Le Simba Football Club est un club de football ougandais fondé en 1968 et basé dans la ville de Lugazi.
Le club est connu pour être l'équipe de l'armée.

## Palmarès
- Championnat d'Ouganda (2)
  - Champion : 1971, 1978

- Coupe d'Ouganda (2)
  - Vainqueur : 1977, 2011
  - Finaliste : 1971, 1998, 2010

- Ligue des champions de la CAF
  - Finaliste : 1972

## Anciens joueurs du club
- Shafik Batambuze